# Dicot
dicot（ディコット）は、福岡県出身の女性2人組ガールポップデュオ。2001年SMEレコーズよりメジャーデビュー。2004年解散。ユニット名は「双葉」という意味。

## 概要
1997年、福岡県にある福岡女学院に入学後のバーベキューパーティで知り合い、高校時代にバンドを組んでいた「かな」と一緒にカラオケに行き「オーディションを受けよう」と誘われ結成。
博多を中心に路上ライブを行いつつオリジナル曲の作成を行なう。
2000年にインディーズにてdicotをリリース。
2001年、アミューズに所属し、SMEレコーズよりメジャーデビュー。
2004年3月31日にdicotの解散を発表。

## メンバー
- しの
- かな

## ディスコグラフィー

### シングル
1. ア★イ★ツ（2001年4月25日）オリコン91位
  1. ア★イ★ツ[3:25]（作詞・作曲：かな／編曲：野山昭雄）
    - テレビ東京系アニメ超GALS!寿蘭オープニングテーマ/「全国農業協同組合連合会」CMソング

  2. えら呼吸[3:52]
  3. 春黄色の中で[3:32]
  4. ア★イ★ツ (カラオケ)[3:21]
2. ハッカドロップ（2001年7月4日）
  1. ハッカドロップ[2:42]（作詞・作曲：かな／編曲：野山昭雄）
  2. ハッカドロップ(少林寺拳法バージョン)[2:29]
  3. 7月20日の空の下の僕の気持ち～そして丘の上のキラリと輝く星を見てあなたはどう思うカシラ?～[3:49]（作詞：かな／作曲：しの／編曲：野山昭雄）
  4. ハッカドロップ（カラオケ）[2:39]
3. 一人ぼっち（2002年2月27日）
  1. 一人ぽっち[3:42]（作詞・作曲：かな／編曲：野山昭雄）
    - 日本テレビ系「AX MUSIC-FACTORY」AX POWER PLAY #069

  2. 無添加のアウストラロピテクス[3:35]（作詞・作曲：かな／編曲：野山昭雄）
  3. 弱虫[3:36]（作詞・作曲：しの／編曲：野山昭雄）
4. 二十五回目の夏（2002年8月21日）
  1. 二十五回目の夏[3:54]（作詞：dicot／作曲：杉真理／編曲：石川鉄男）
  2. とある昼下がり[4:01]（作詞・作曲：しの／編曲：百石元）
  3. 休みなさいっと…[4:21]（作詞：かな／作曲：かな・百石元／編曲：百石元）
  4. 二十五回目の夏（カラオケ）[3:54]
5. 太陽がくれた季節/あの素晴らしい愛をもう一度（青い三角定規/ザ・フォーク・クルセダーズをパンクカバー　2003年5月21日/2004年7月7日）
  1. 太陽がくれた季節[2:56]（作詞：山川啓介／作曲：いずみたく／編曲：本間昭光）
    - MBS,GAORA放映選抜高等学校野球大会ダイジェスト番組「みんなの甲子園」主題歌＆CM入りジングル。

  2. あの素晴らしい愛をもう一度[3:53]（作詞：北山修／作曲：加藤和彦／編曲：本間昭光）
    - MBS「みんなの甲子園」の挿入歌、この二曲は当初番組オリジナル曲扱い

### アルバム
1. dicot（2000年2月15日）インディーズミニアルバム
  1. 凸凹の人生（作詞：はやせかな／作曲：はやせかな）
  2. はっか（作詞：はやせかな／作曲：はやせかな）
  3. 駅長おすすめの唄（作詞：むらせしの／作曲：むらせしの）
  4. 貧（作詞：はやせかな／作曲：はやせかな）
  5. たまねぎ（作詞：はやせかな／作曲：おかむらよしなり）
2. 明日に向かっていきましょう（2003年9月10日）オリコン292位
  1. ア★イ★ツ(Album Mix) （作詞・作曲：かな／編曲：野山昭雄）
  2. 太陽がくれた季節（作詞：山川啓介／作曲：いずみたく／編曲：本間昭光）
  3. 一人ぼっち（作詞・作曲：かな／編曲：野山昭雄）
  4. I am 果汁が100%（作詞：dicotとファン／作曲：しの／編曲：本間昭光）
  5. ハッカドロップ（作詞・作曲：かな／編曲：野山昭雄）
  6. めめしくて（作詞・作曲：しの／編曲：野山昭雄）
  7. 明日に向かっていきましょう（作詞：dicot／作曲：しの／編曲：野山昭雄）
  8. 喧嘩上等（作詞・作曲：かな／編曲：野山昭雄）
  9. 二十五回目の夏（作詞：dicot／作曲：杉真理／編曲：石川鉄男）
  10. あの素晴らしい愛をもう一度（作詞：北山修／作曲：加藤和彦／編曲：本間昭光）
  11. よろしく（作詞・作曲：しの／編曲：野山昭雄）
  12. サルの恋心(Live Version) （作詞・作曲：かな）

## 出演

### テレビ番組
- パパパパPUFFY(2001年8月8日/2001年8月15日)
- HEY!HEY!HEY! MUSIC CHAMP(2001年5月14日/2001年7月23日)
- ミュージックステーション(2001年5月18日)
- WEST21
- 音楽職業案内所ドレかむ(2003年8月14日)
- Girl Pop Factory(2003年8月4日)
- ポップジャム(2003年5月24日)

### ラジオ
- dicotの電光鉄火!?（2000年 - 2001年9月30日、エフエム福岡）
- dicotのトンコ・チック・ラジオ(2001年10月1日- 2003年3月25日、ベイエフエム/兵庫エフエム放送)
- 魁!!ランディーズ(レギュラー、ABCラジオ)

### インターネット
- ふたば・すてえしょん(隔週水曜日21:00 - 21:30)

### CM
- 麻生情報ビジネス専門学校CM（凸凹の人生）

### 参加作品
1. Girls Style Vol.1 -21st century ニューパワー編-（2001年09月19日）
11.ア★イ★ツ